# Maffeo Vegio
Maffeo Vegio (1407-1458) (* Lodi, c1407 - Roma, 1458), foi Humanista, latinista, moralista, educador, filólogo, arqueólogo, autor de poemas épicos, textos religiosos e tradutor de autores clássicos.  Foi professor da Universidade de Pavia e secretário dos papas Eugênio IV, Nicolau V e Pio II.  Educador, poeta e autor prolífico, imbuiu-se da verve humanística e da santidade da religiosidade em prol da fé cristã.

## Biografia
Maffeo Vegio era filho de uma família nobre de Lodi e teve uma educação esmerada.  Seus pais se chamavam Bellorio Vegio e Caterina de Lanteri.  Estudou direito na Universidade de Pavia entre 1421 e 1423 e depois na Universidade de Cremona, dedicando-se posteriormente aos estudos da retórica e da dialética na Universidade de Milão.  Nesse período, Vegio entra em contato com os protagonistas do humanismo contemporâneo dentre os quais se destacam: Antonio Beccadelli, dito O Panormita, Pier Candido Decembrio e Lorenzo Valla, cuja influência lhe foi determinante.  Aliás, este último o escolhe como protagonista do seu diálogo De vero bono (Sobre o verdadeiro bem).Começou a escrever poemas em latim ainda muito jovem e durante 10 anos deu aulas de literatura na Universidade de Pavia.  Em 1418 assistiu a uma pregação de São Bernardino de Siena, sentindo-se tocado pela grandiosa eloquência e pela simplicidade evangélica do santo.
Em 1435, encontra-se a serviço do bispo de Traù, Ludovica Trevisan, através do qual se aproxima do Papa Eugênio IV.  Em 1439 participa do Concílio de Florença onde consegue os favores do pontífice, em 1443 torna-se canonista da Basílica de São Pedro, no Vaticano.  Em Roma, o humanismo literário de Vegio se consagra ao contato da personalidade de Enea Silvio Piccolomini, para depois se declinar em chave religiosa graças à  renovação da fé que o aproximará cada vez mais do pensamento de Santo Agostinho, em relação ao qual dedica profunda devoção, porém, sem nunca ter vestido o hábito da ordem.
Maffeo Vegio tinha uma devoção particular por Santa Mônica, mãe de Santo Agostinho. O traslado das relíquias do santo entre Óstia e Roma ocorreu em 9 de Abril de 1430 e as relíquias foram depositadas na Igreja de San Trifone.  Em 1455, eles são transferidos para a Igreja de Santo Agostinho e Vegio manda construir uma capela, para acomodá-los, um túmulo em mármore, atribuído ao escultor Isaia di Pina..  É nesta capela de Santa Mônica que Santo Agostinho foi enterrado

## Obras

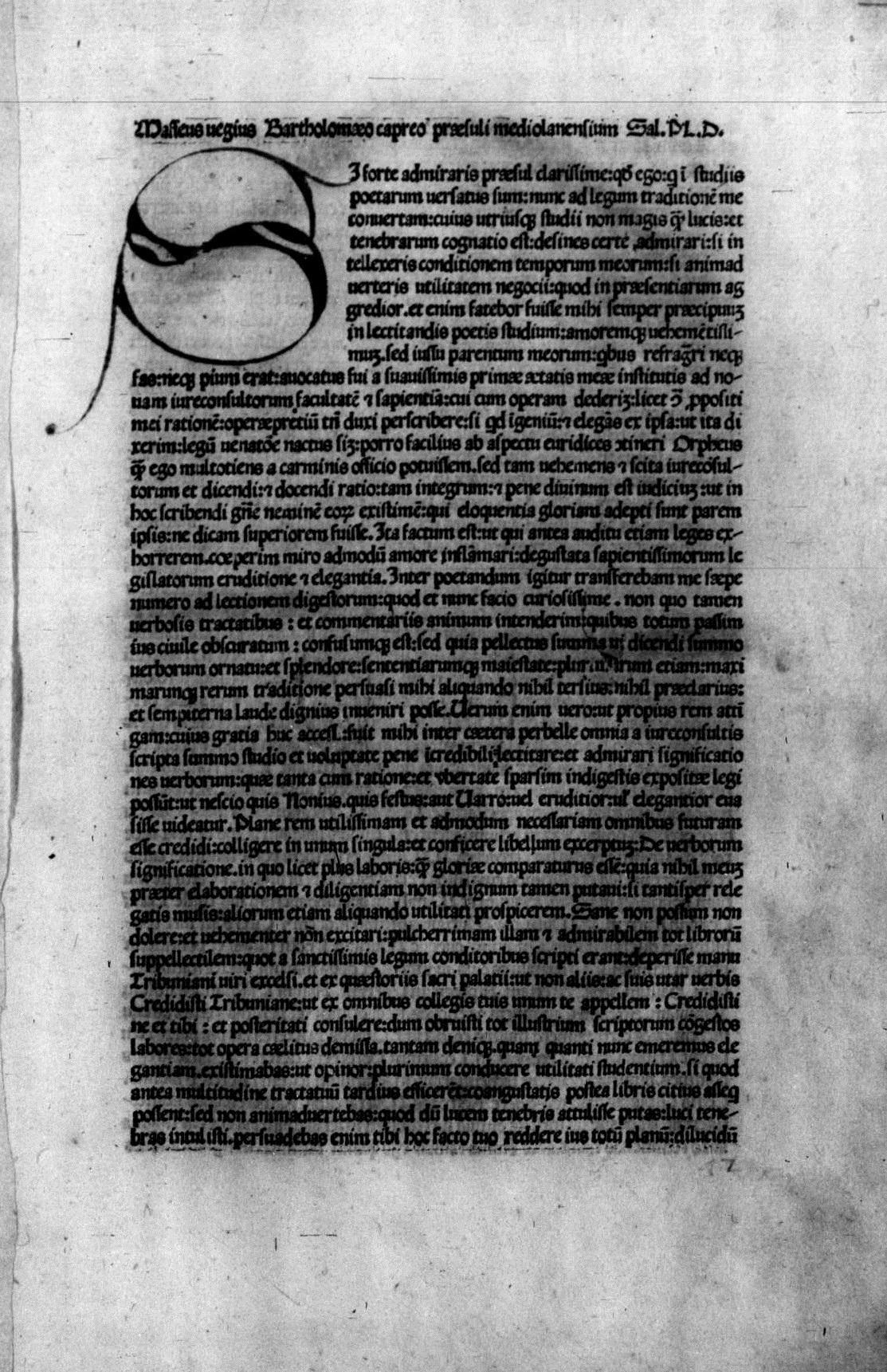
Vocabula ex iure civili excerpta, 1477

- De educatione liberorum et eorum claris moribus, 1491
- Continuação da Eneida de Virgilio (obra considerada inacabada), 1419

Poemas
- Poemata et epigrammata, 1422
- Rusticalia
- De morte Astyanactis, 1430
- Velleris aurei libri quattuor, 1431

Textos religiosos
- Antoniados sive de vita et laudibus sancti Antonii, em 1436-1437
- De perseverantia religionis
- De quattuor hominis novissimis, morte, judicio, inferno et paradiso meditationes
- Vita sancti Bernardi Senensis
- Sanctae Monicae translationis ordo. Item de sanctae Monicae vita et ejus officium proprium

Obras morais
- Disceptatio inter solem, terram, et aurum.
- Dialogus Veritatis et Philalethes.
- Palinurus sive de felicitate et miseria, en 1445:[4] diálogo sobre as misérias da vida humana e a morte entre Caronte, o barqueiro do Aqueronte, e Palinura que chega do Inferno depois do seu afogamento acidental.[5] Vegio se inspira nos Diálogos dos Mortos de Luciano de Samósata.[6]

Textos históricos
- De rebus antiquis memorabilibus Basilicae sancti Petri Romae, 1455-1457.[2]